# Blackthorn (film)
Blackthorn is een  film uit 2011, geregisseerd door Mateo Gil.

## Verhaal
Twintig jaar na zijn verdwijning in 1908, woont een oude Butch Cassidy (Sam Shepard) in een afgelegen dorpje in Bolivia. Wanneer hij hoort over de dood van Etta Place, besluit hij dat het tijd is om terug te keren naar de Verenigde Staten. Hij schrijft een brief naar haar zoon Ryan, om hem te vertellen over zijn terugkeer. Voordat hij zijn reis begint, ontmoet hij een Spaanse ingenieur en ze besluiten samen op te trekken.

## Rolverdeling
| Acteur                | Personage                        |
| --------------------- | -------------------------------- |
| Sam Shepard           | James Blackthorn / Butch Cassidy |
| Eduardo Noriega       | Ing. Eduardo Apodaca             |
| Stephen Rea           | Mackinley                        |
| Magaly Solier         | Yana                             |
| Nikolaj Coster-Waldau | James Joven                      |
| Pádraic Delaney       | Sundance                         |
| Dominique McElligott  | Etta                             |

## Ontvangst

### Recensies
Op Rotten Tomatoes geeft 75% van de 73 recensenten de film een positieve recensie, met een gemiddelde score van 6,38/10. Metacritic komt tot een score van 61/100, gebaseerd op 20 recensies.

### Prijzen en nominaties
De film won 6 prijzen en werd voor 15 andere genomineerd. Een selectie:
| Jaar | Evenement                   | Categorie                | Genomineerde                                 | Resultaat   |
| ---- | --------------------------- | ------------------------ | -------------------------------------------- | ----------- |
| 2012 | Premios Goya (26ste editie) | Beste film               | Blackthorn                                   | Genomineerd |
| 2012 | Premios Goya (26ste editie) | Beste regisseur          | Mateo Gil                                    | Genomineerd |
| 2012 | Premios Goya (26ste editie) | Beste origineel scenario | Miguel Barros                                | Genomineerd |
| 2012 | Premios Goya (26ste editie) | Beste camerawerk         | Juan Ruiz Anchía                             | Gewonnen    |
| 2012 | Premios Goya (26ste editie) | Beste montage            | David Gallart                                | Genomineerd |
| 2012 | Premios Goya (26ste editie) | Beste artdirector        | Juan Pedro de Gaspar                         | Gewonnen    |
| 2012 | Premios Goya (26ste editie) | Beste productiemanager   | Andrés Santana                               | Gewonnen    |
| 2012 | Premios Goya (26ste editie) | Beste geluid             | Daniel Fontrodona, Marc Orts, Fabiola Ordoyo | Genomineerd |
| 2012 | Premios Goya (26ste editie) | Beste kostuums           | Clara Bilbao                                 | Gewonnen    |
| 2012 | Premios Goya (26ste editie) | Beste grime en haarstijl | Ana López-Puigcerver, Belén López-Puigcerver | Genomineerd |
| 2012 | Premios Goya (26ste editie) | Beste filmmuziek         | Lucio Godoy                                  | Genomineerd |